# Dummerstorf
Dummerstorf est une ville allemande située dans le Land de Mecklembourg-Poméranie-Occidentale et l'arrondissement de Rostock.

## Histoire
La commune fut mentionnée pour la première fois dans un document officiel en 1360 sous le nom de Domamerstorp.
La famille de Prehn était jusqu'au XIXe siècle, l'une des plus riches nobles de campagne dans le Mecklembourg. À la fin du XIXe siècle, la situation économique de la famille s'est détériorée. 
Après 1945, les lieux Bandelstorf, Göldenitz ont été annexés. 